# Sengoku burai
Sengoku burai (戦国無頼? lett. "I banditi del periodo Sengoku") è un film del 1952 diretto da Hiroshi Inagaki e interpretato da Toshirō Mifune, tratto dall'omonimo romanzo dello scrittore giapponese Yasushi Inoue.
Nel 1953 è stato presentato in concorso alla 3ª edizione del Festival di Berlino.

## Trama
Giappone, autunno 1573. I samurai Sasa Hayatenosuke e Kagami Yakeiji lasciano il loro castello assediato dal clan Azai. Sasa, gravemente ferito, viene salvato da una banda di ladri. Oryo, la figlia del loro capo, si innamora di lui ma l'uomo ama già un'altra donna, Kano, che ormai lo crede morto.

## Distribuzione
Il film venne distribuito in Giappone a partire dal 22 maggio 1952. Il 15 novembre 1956 uscì negli Stati Uniti, con il titolo Sword for Hire.